# Tayloria gunnii
Tayloria gunnii är en bladmossart som beskrevs av James Hamlyn Willis 1950. Tayloria gunnii ingår i släktet trumpetmossor, och familjen Splachnaceae. Inga underarter finns listade i Catalogue of Life.